# د رنج، استرالیای جنوبی
د رنج (به انگلیسی: The Range) یک منطقهٔ مسکونی در استرالیا است که در استرالیای جنوبی واقع شده‌است.